# Тилдракизумаб
Тилдракизумаб — лекарственный препарат, моноклональное антитело. Одобрен для применения: США (март 2018 года).

## Механизм действия
Избирательный ингибитор интерлейкина 23 (IL-23).

## Показания
Умеренная или тяжелая форма бляшечного псориаза у пациентов, которым показана фототерапия или системная терапия.

## Способ применения
Подкожная инъекция.